# Стопичи
Стопичи (серб. Стопићи, босн. Stopići) — населенный пункт (деревня) в общине Чайниче, который принадлежит энтитету Республике Сербской, Босния и Герцеговина. По результатам югославской переписи населения 1991 года в Стопичах проживал 81 человек. По результатам предварительной боснийской переписи населения 2013 года - 19 человек. Деревня Стопичи расположена на границе с Сербией.

## Население
| 1991                           | - | - | - | - | - | - |
| ------------------------------ | - | - | - | - | - | - |
| 81                             | - | - | - | - | - | - |
| Гистограмма динамики населения |   |   |   |   |   |   |

По данным на 2013 год, 100 % населения деревни составляют боснийцы.